# Santillana del Mar
Santillana del Mar – miasto położone w północnej Hiszpanii w regionie Kantabria w odległości ok. 26 km na zachód od Santanderu. Jest to doskonale zachowane średniowieczne miasteczko z domami z kamienia w kolorze złota, gospodarstwami i rezydencjami arystokratów. Na północy miasta znajduje się XII-wieczna kolegiata poświęcona św. Julianie, od której miasto bierze swoją nazwę, gdyż Santillana jest zdrobnieniem od jej imienia. Wewnątrz kolegiaty znajduje się grobowiec świętej. W mieście znajduje się także XII-wieczny krużganek w stylu romańskim, zaś w Museo Diocesano leżącym na drugim końcu miasta można zobaczyć m.in.: kolekcję rzeźb świętych i aniołów z pobliskich kościołów.
W pobliżu miasta znajduje się jaskinia Altamira z paleolitycznymi rysunkami, wpisana na Listę światowego dziedzictwa UNESCO.

Santillana del Mar - Kolegiata Santa Juliana
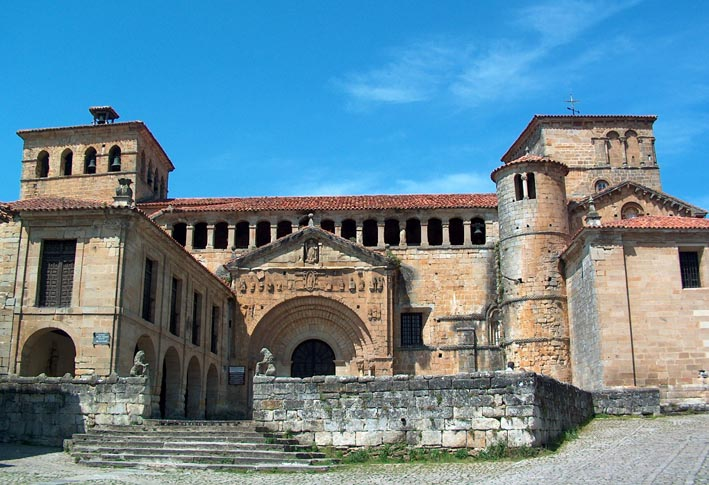
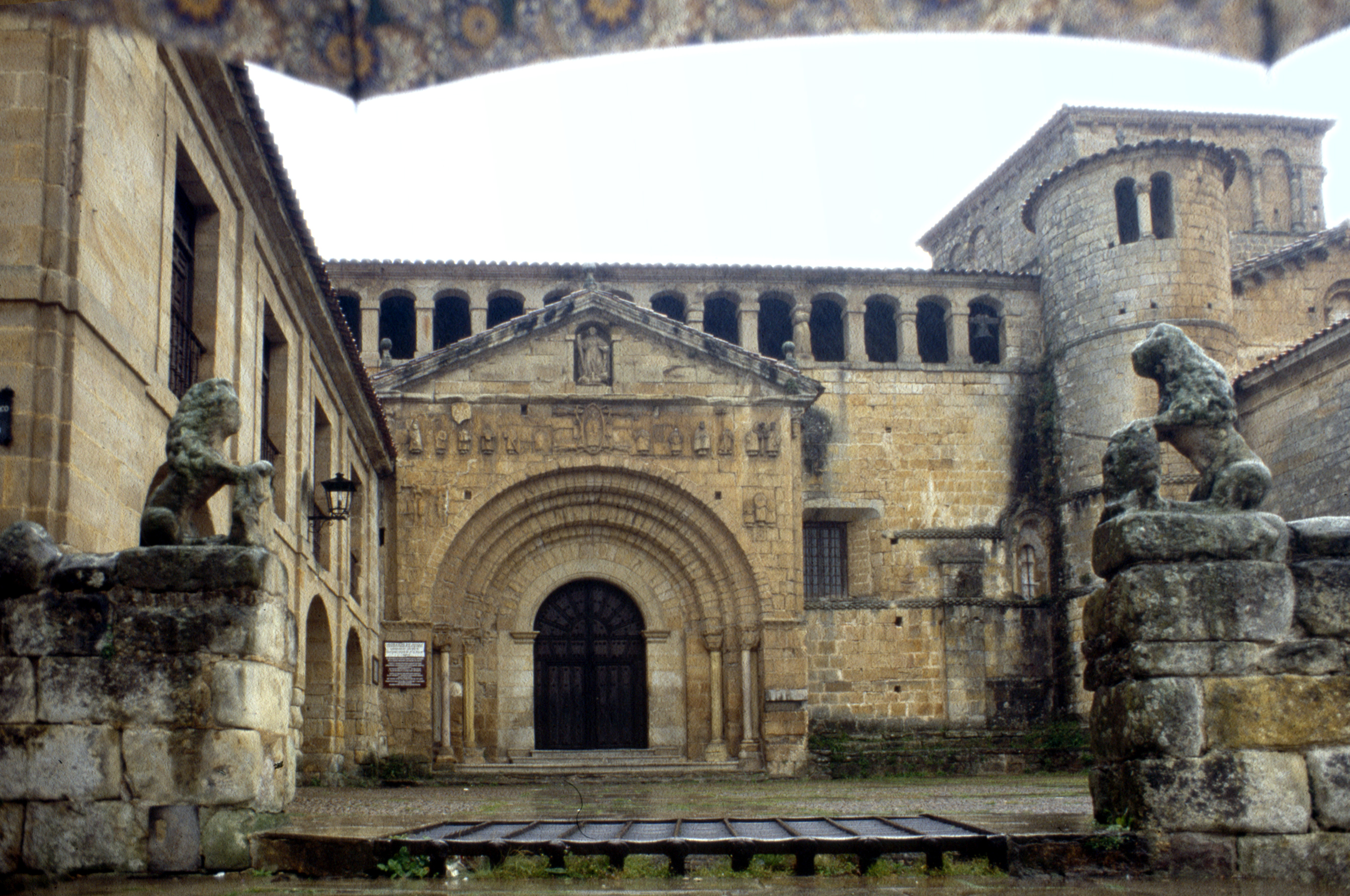
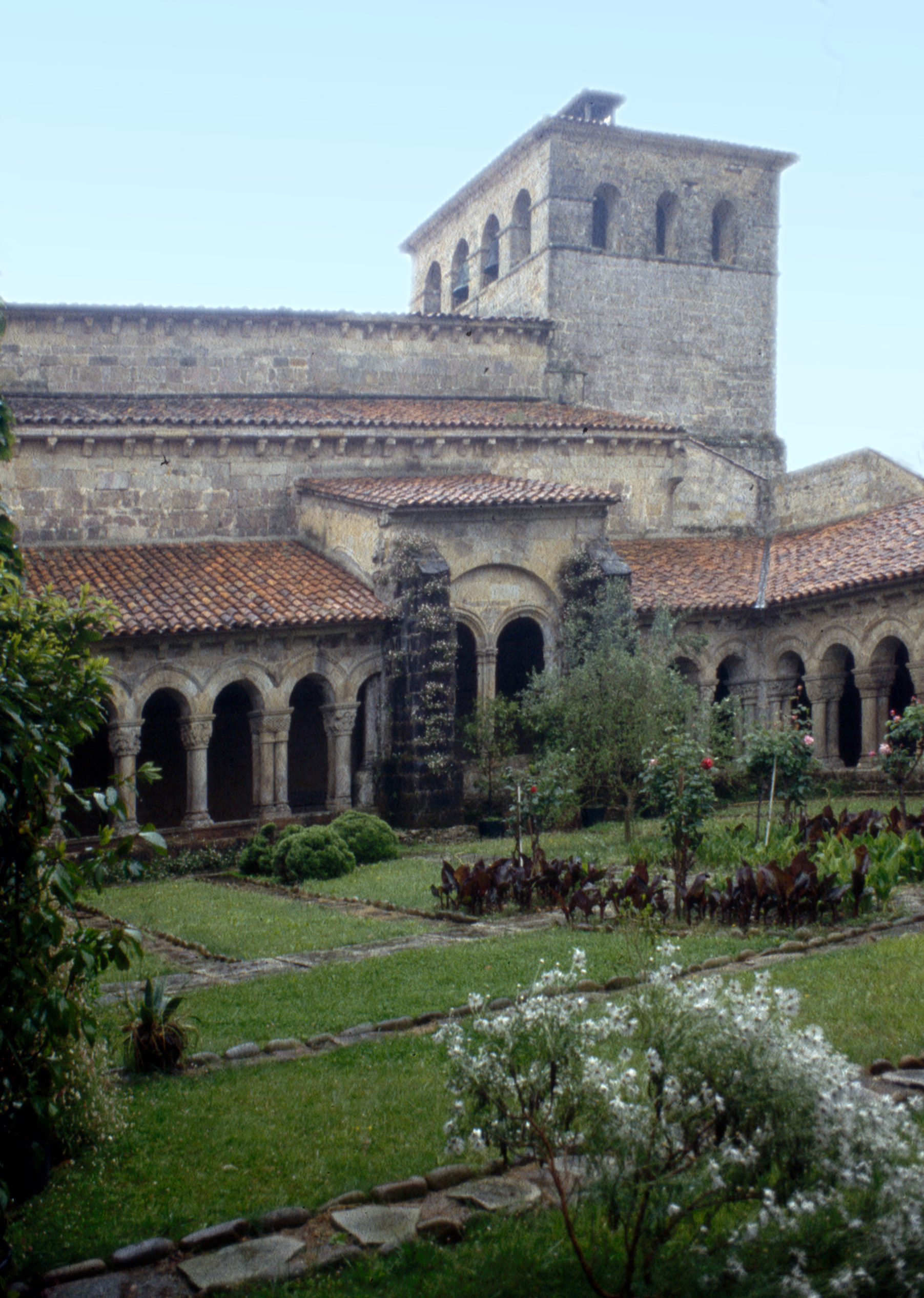
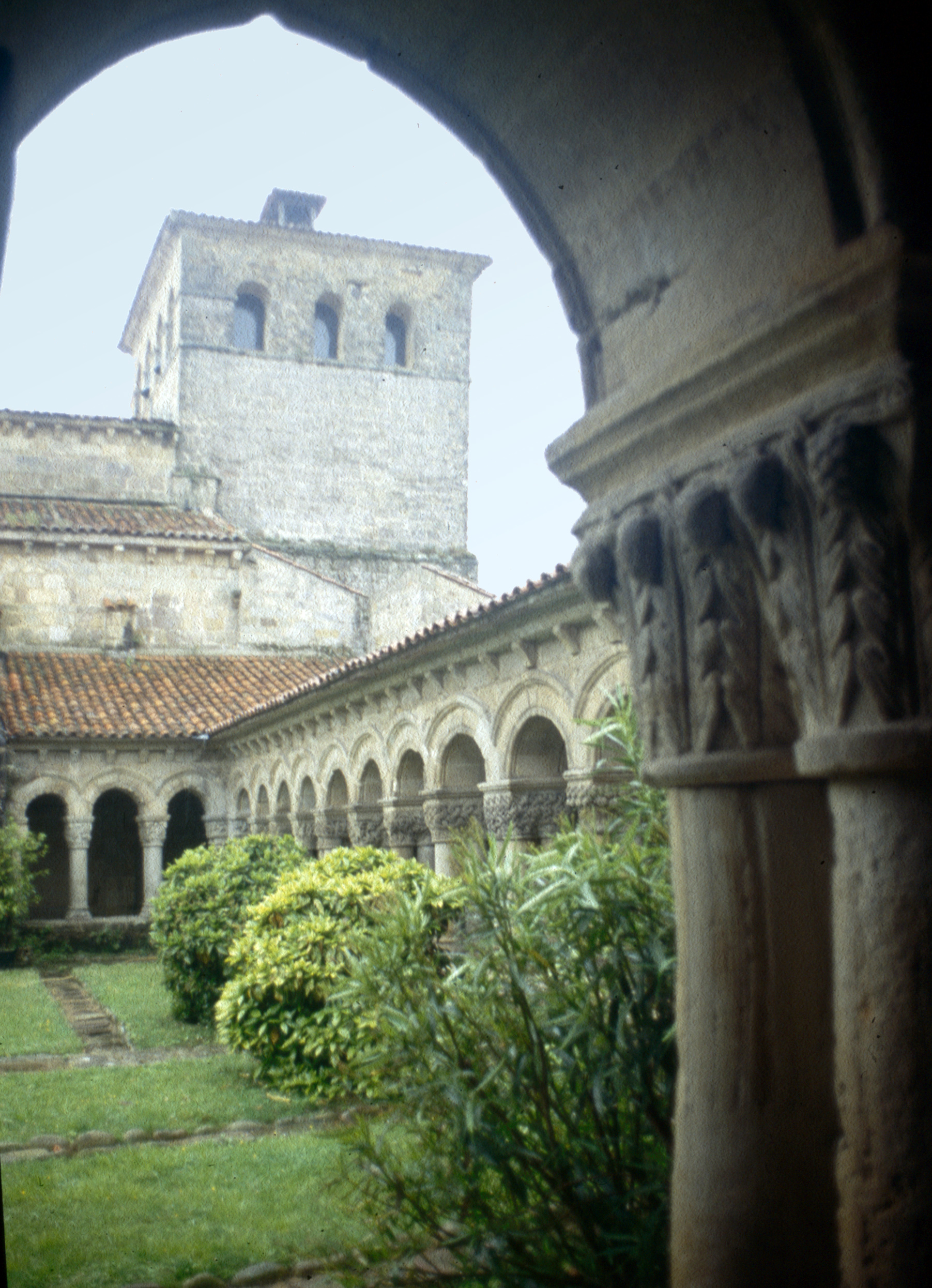
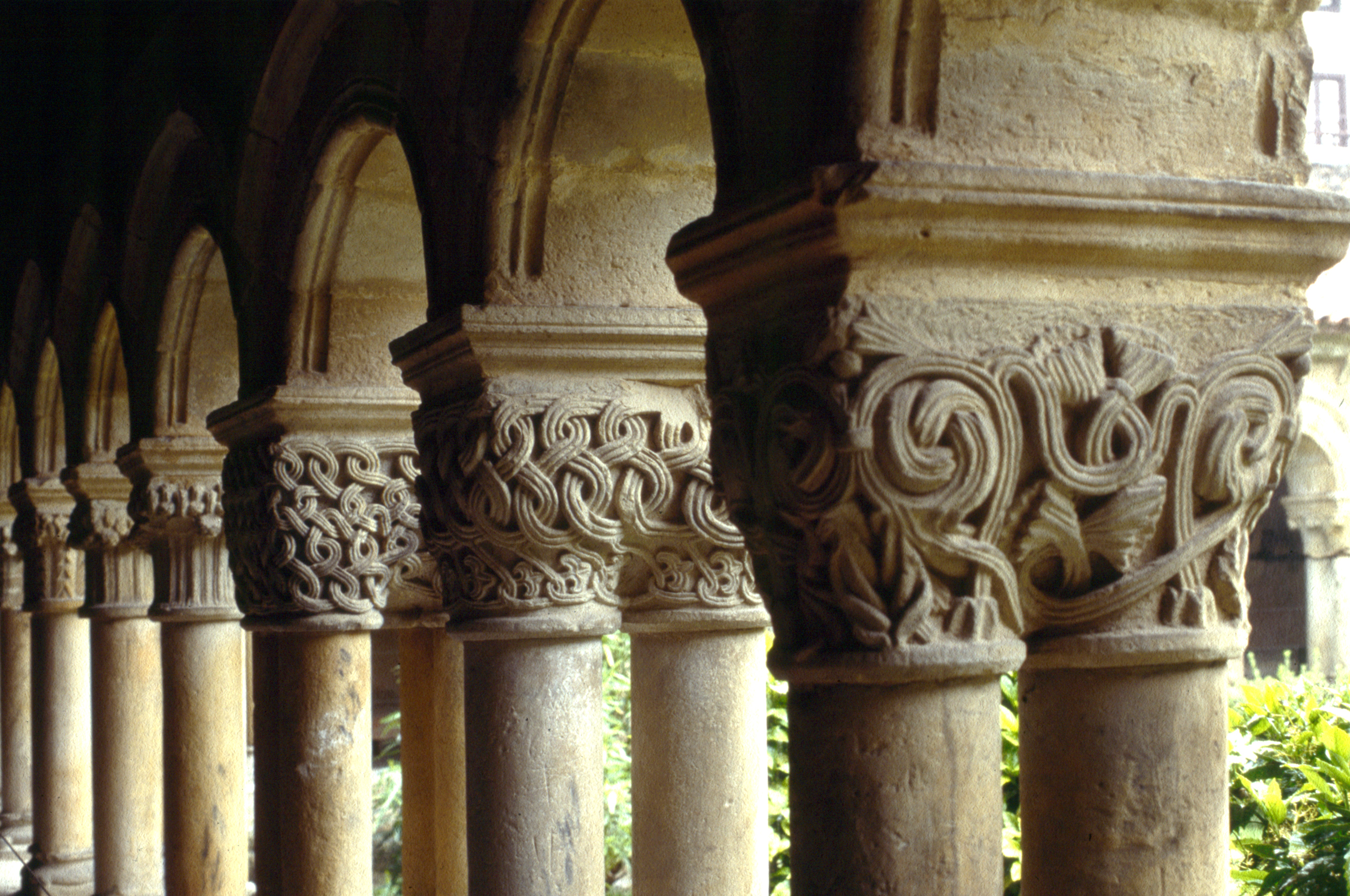
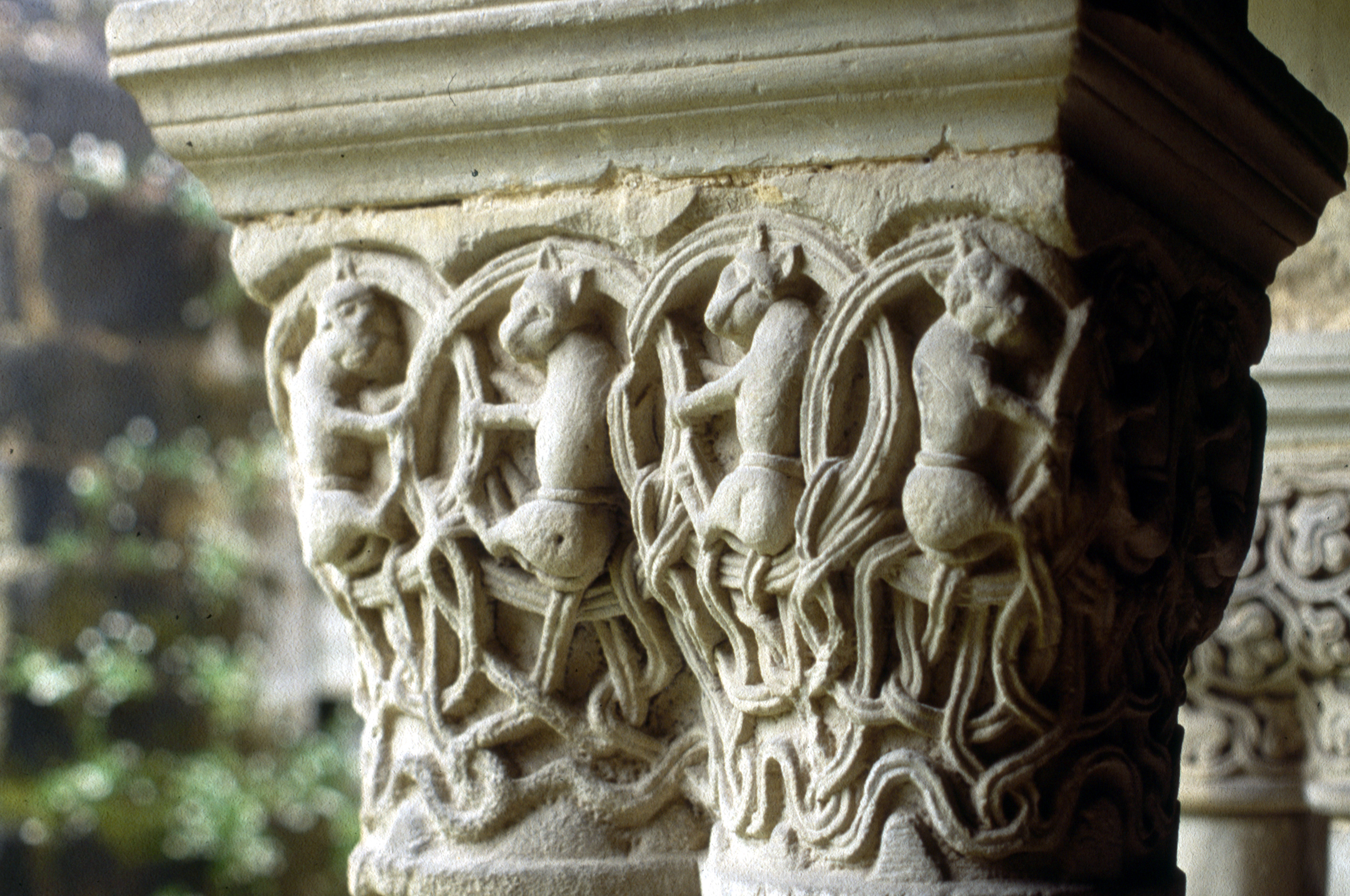